# Biglen
Biglen (toponimo tedesco) è un comune svizzero di 1 749 abitanti del Canton Berna, nella regione di Berna-Altipiano svizzero (circondario di Berna-Altipiano svizzero).

## Monumenti e luoghi d'interesse

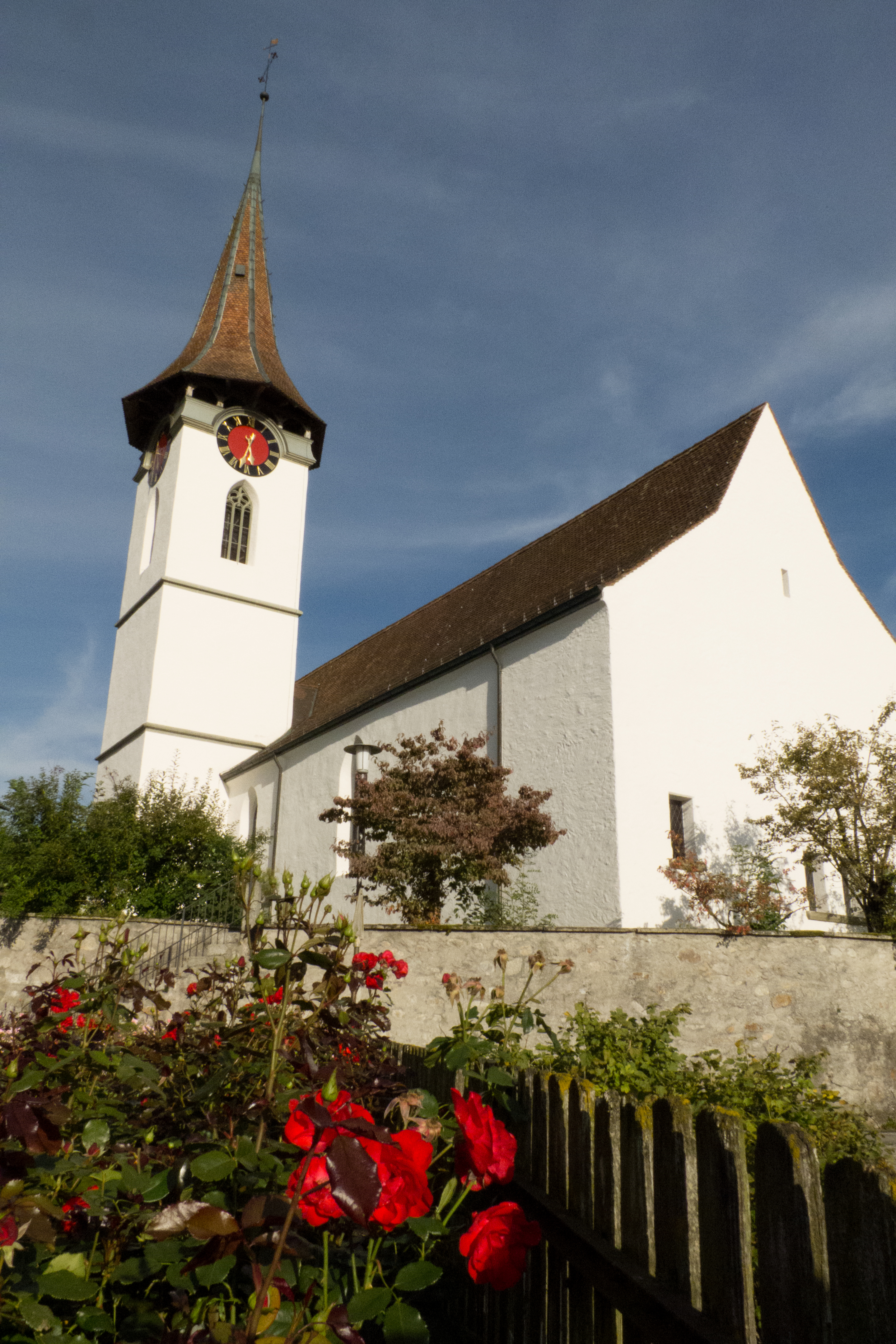
La chiesa riformata

- Chiesa riformata (già di San Pietro), eretta nell'XI secolo e ricostruita nel 1521[1].

## Società

### Evoluzione demografica
L'evoluzione demografica è riportata nella seguente tabella:
Abitanti censiti

## Infrastrutture e trasporti
Biglen è servita dall'omonima stazione sulla ferrovia Burgdorf-Thun.

## Amministrazione
Ogni famiglia originaria del luogo fa parte del cosiddetto comune patriziale e ha la responsabilità della manutenzione di ogni bene ricadente all'interno dei confini del comune.